# Willem Hendrik Drucker
Willem Hendrik Drucker (20 juli 1887 - 12 juli 1933) was een Nederlands rechtsgeleerde en hoogleraar in de rechtswetenschap en rector magnificus aan de Nederlandsche Handelshoogeschool te Rotterdam .

## Leven en werk
Drucker studeerde rechten aan de Universiteit Leiden, waar hij in 1912 ook promoveerde op het proefschrift, getiteld Onrechtmatige daad: de regeling van het Duitsche burgerlijk wetboek getoetst aan de praktijk en vergeleken met het Fransche en het Engelsche recht, in het bijzonder in verband met de benadeelingen in den economischen strijd.
In 1917 werd hij benoemd tot hoogleraar in de rechtswetenschap aan de Nederlandsche Handelshoogeschool te Rotterdam. Zijn leeropdracht Rotterdam betrof het burgerlijk recht en de hoofdbeginselen der burgerlijke rechtsvordering, het handelsrecht en faillissementsrecht, het internationaal privaatrecht. Een jaar na zijn aanstelling werd nog een tweede hoogleraar in de rechtswetenschap aangesteld, te weten Hendrik Rudolph Ribbius.
In 1922 verscheen Druckers eerste boek, getiteld Handboek voor de studie van het Nederlandsche octrooirecht in vergelijking met het buitenlandsche recht. In 1929 verscheen van zijn hand de eerste druk van Kort begrip van het recht betreffende den industrieelen eigendom. Deze succesvolle publicatie bleef tot op heden in druk: in 2014 verscheen de elfde druk.

## Publicaties
- W. H. Drucker. Handboek voor de studie van het Nederlandsch Octrooirecht. 's-Gravenhage : Martinus Nijhoff, 1922.
- W.H. Drucker, O.B.W. de Kat en W. de Gavere. Inkoop van eigen aandeelen. Roermond : Romen.
- W.H. Drucker, Kort begrip van het recht betreffende den industrieelen eigendom. W.E.J. Tjeenk Willink, 1929.